# Худ, Ральф
Ральф Уи́лбер Худ (англ. Ralph Wilbur Hood; род. 1942) — американский психолог, специалист по психологии религии и философской психологии.

## Биография
Профессор психологии Университета Теннесси в Чаттануге, в котором он преподаёт с 1970 года.
Получил бакалавра естественных наук в Калифорнийском университете в Лос-Анджелесе, в 1966 году магистра наук в Колледже штата Калифорния в Лос-Анджелесе и в 1968 году доктор философии в Университете Невады в Рино.
Основатель-редактор (1992—1995) «Международного журнала психологии религии», редактор (1995—1999) «Журнала научного исследования религии».
Почётный член (Fellow) Американской психологической ассоциации, в 1991—1992 президент отдела 36 Американской психологической ассоциации (англ. Psychologists Interested in Religious Issues, PIRI — «Психологи, интересующиеся религиозными проблемами», ныне — Общество психологии религии и духовности). Основные области интересов — психология религии и философская психология.

## Научный вклад

### Психология религии
Ральф Худ является одной из ведущих фигур в американской психологии религии. По его мнению, сложность взаимоотношений между психологией и религией обусловлена в первую очередь отсутствием консенсуса относительно значений обоих терминов. Психология представляет собой не унифицированную науку, а совокупность значительно отличающихся друг от друга направлений. Каждое направление настолько своеобразно, что определить его содержание легче всего указанием на отличия от других направлений, и весьма неоднородно внутри себя, так что Худ предлагает называть отдельное направление не школой, но совокупностью школ. Каждая школа в психологии религии имеет собственную область исследований и собственные методологические оценочные критерии, которые часто неприменимы по отношению к другим школам психологии религии. Ральф Худ выделил шесть основных типов школ в современной американской психологии религии:
1. психоаналитические школы;
2. аналитические школы;
3. школы объектных отношений;
4. трансперсональные школы;
5. феноменологические школы;
6. школы психологических измерений.

Ральф Худ широко использовал в своей работе концепцию внутренней и внешней религиозной ориентации (intrinsic-extrinsic [I-E] religious orientations), предложенную Г. Оллпортом и доминировавшую в психологии религии на протяжении нескольких десятилетий. При этом он подверг данную концепцию жёсткой критике, указав на её серьёзные теоретические и методологические недостатки.

### Исследования мистического опыта
Ральф Худ внёс заметный вклад  в изучение мистического опыта. По утверждению Худа, психометрические исследования дают убедительные эмпирические доказательства в пользу тезиса о едином ядре мистического опыта. Худ вместе с другими психологами продолжил линию изучения мистического опыта, предложенную Абрахамом Маслоу. Он отметил такие универсальные свойства мистического опыта, как нуминозность и ощущение всеединства. По словам Худа, для мистического опыта характерно восприятие его объекта как фундаментальной реальности, в которой достигается чувство неразрывной связи со всем сущим и стираются различия между отдельными воспринимаемыми предметами. Худ отметил, что переживание мистического опыта может иметь долгосрочные последствия, способные изменить весь ход жизни пережившего его индивида. По мнению Худа, именно потому, что мистики всегда характеризуют свой опыт как ноэтический (то есть дающий непосредственное знание реальности), их онтологические притязания проблематичны как с точки зрения мейнстримной науки, так и с точки зрения мейнстримных религиозных традиций. Для решения данной проблемы он предложил рассматривать мистические онтологические утверждения как формы человеческого опыта с использованием феноменологического подхода Иммануила Канта, указав при этом, что было бы грубейшей ошибкой применять принцип фальсифицируемости к феноменологическим описаниям опыта.

### Исследования сект змееносцев

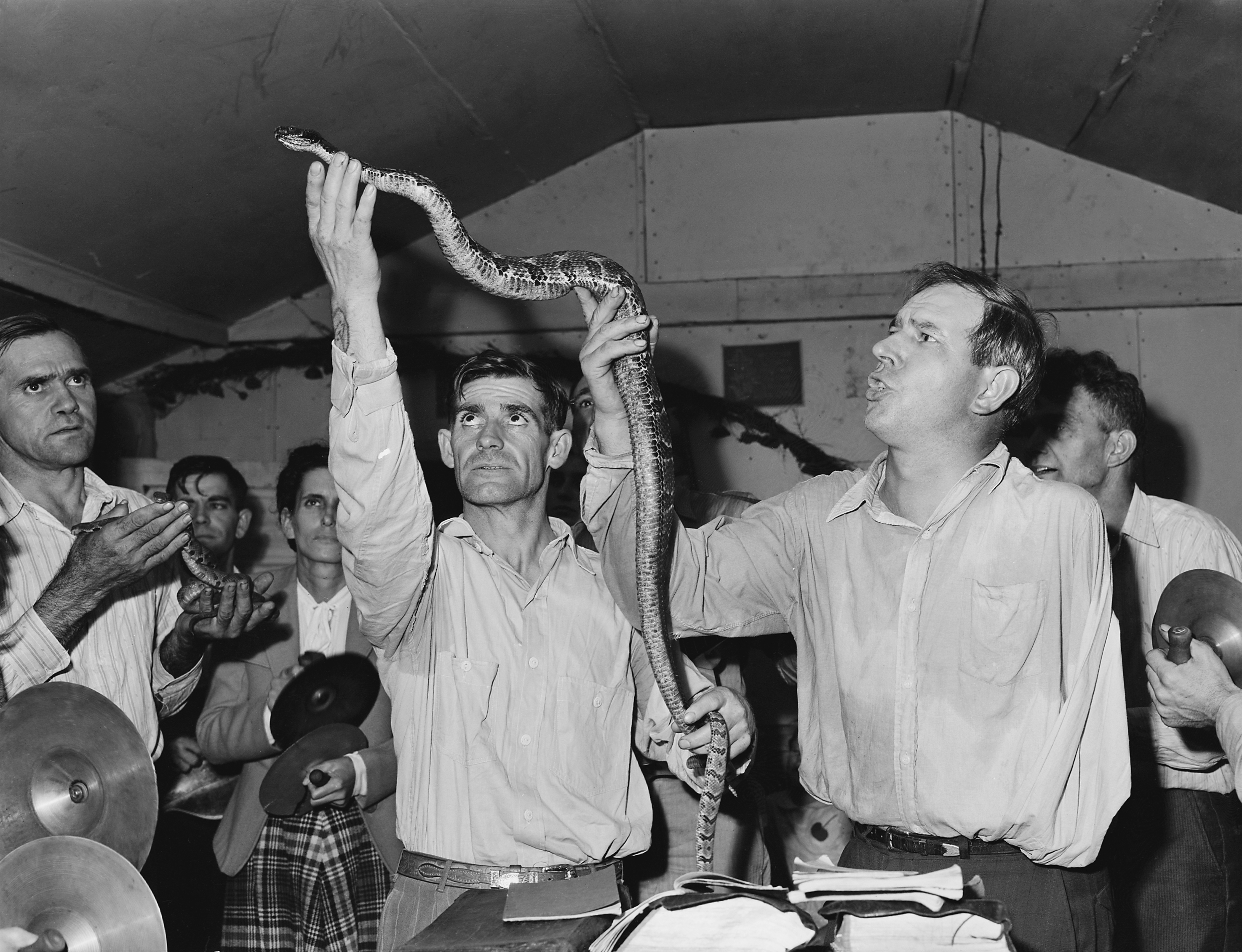
Змееносцы в пятидесятнической церкви в Гарлане (штат Кентукки). 15 сентября 1946

Ральф Худ в своих исследованиях отвёл значительное место верованиям различных маргинальных религиозных групп, но самые большие усилия были им потрачены на изучение религиозных практик змееносцев (snake-handling или, что предпочтительнее для членов самой секты, serpent-handling) — христианской секты, сформировавшейся в начале XX века в рамках пятидесятничества в Аппалачах (США). Этот регион (особенно его сельская часть) характеризуется уникальностью независимых религиозных движений, отрицающих власть образованного духовенства.
Секта змееносцев основывается на следующих словах из Евангелия от Марка:

Уверовавших же будут сопровождать сии знамения: именем Моим будут изгонять бесов; будут говорить новыми языками;
будут брать змей; и если что смертоносное выпьют, не повредит им; возложат руки на больных, и они будут здоровы.
В большинстве сект змееносцев распространены все пять указанных практик: изгнание бесов, глоссолалия (ксеноглоссия), ношение змей на руках, внутреннее употребление ядов (включая стрихнин, щёлок, карболовую кислоту и электролит) и целительство. При этом количество укусов ядовитых змей и смертей от этих укусов среди змееносцев невелико по сравнению с частотой ношения змей на руках.
Ральф Худ начал исследования змееносцев в 1973 году и в результате кропотливой работы стал одним из самых признанных экспертов в данном направлении, а также весьма уважаемой фигурой в сообществе змееносцев. Он опубликовал около 50 научных статей по этой теме. В 2009—2012 годах при его активном участии телеканал Animal Planet снял шестисерийный документальный фильм о змееносцах. В архивах Университета Теннесси в Чаттануге хранятся более 200 DVD-дисков с видеозаписями, сделанными при участии Худа в Аппалачах в течение 25 лет. На них запечатлены ритуалы, интервью, а также несколько случаев смертей от укусов змей и от употребления ядов.

## Научные труды

### Монографии
- Noorberger R., Hood R. W. Jr. Deathcry of an Eagle.— Grand Rapids, Michigan: Zondervan, 1980.
- Spilka B., Hood R. W. Jr., Gorsuch R. The Psychology of Religion: An Empirical Approach.— Englewood Cliffs, New Jersey: Prentice-Hall, 1988.
- Hood R. W. Jr. (ed.) Handbook of Religious Experience.— Birmingham, Alabama: Religious Education Press, 1995.
- Hood R. W. Jr., Spilka B., Hunsberger B., Gorsuch R. The Psychology of Religion: An Empirical Approach.— 2nd ed.— New York: Guilford Press, 1996.
- Hill P., Hood R. W. Jr. (eds.) Measures of Religiosity.— Birmingham, Alabama: Religious Education Press, 1999.
- Hood R. W. Jr. Dimensions of Mystical Experiences: Empirical Studies and Psychological Links.— Amsterdam & New York: Rodopi, 2001.— ISBN 978-90-420-1339-1
- Hood R. W. Jr., Spilka B., Hunsberger B., Gorsuch R. The Psychology of Religion: An Empirical Approach.— 3rd ed.—  New York: Guilford, 2003.
- Hood R. W. Jr., Hill P. C., Williamson W. P. The Psychology of Religious Fundamentalism.— New York: Guilford, 2005.
- Hood R. W. Jr. (ed.) Handling Serpents: Pastor Jimmy Morrow’s narrative history of His Appalachian Jesus’ Name Tradition.— Mercer, Georgia: Mercer University Press, 2005.
- Hood R. W. Jr., Williamson P. W. Them that believe: The power and meaning of Christian serpent handling.— Berkeley: University of California Press (in press).
- Poloma M., Hood R. W. Jr. Ushering in the kingdom: Godly love in an emerging Pentecostal church.— New York: New York University Press (in press).
- Hood R. W. Jr. (Review) Religion in Psychodynamic Perspective: The Contributions of Paul W. Pruyser / edited by H. Newton Malony & Bernard Spilka, 1992.

### Статьи
- New York: Oxford University Press, 1991. The Journal for the Scientific Study of Religion[англ.], 31, 546-548.
- Hood R. W. Jr. (Review) Mysticism and Language.— New York: Oxford. // Review of Religious Research[англ.], 1993.— 89—90.
- Hood R. W. Jr. (Review) Faces in the Clouds.— New York: Oxford University Press, 1993. // The International Journal for the Psychology of Religion, 1995.— 5, 219-220.
- Hood R. W. Jr. (Review) Dennis Covington. Salvation on Sand Mountain: Snake handling and redemption in Southern Appalachia.— Reading, Mass.: Addison-Wesley, 1995 // Appalachian Heritage, Summer, 54-56.
- Hood R. W. Jr. (Review) Cult and Ritual Abuse: Its History, Anthropology, and Recent Discovery in Contemporary America.— Westport, Connecticut: Praeger, 1995. // Psychology of Religion Newsletter, 1996.— 21, 3, 7.
- Hood R. W. Jr. (Review) Prime-Time Religion: An Encyclopedia of Religious Broadcasting by J. Gordon Melton, P. C. Lucas & J. R. Stone.— Phoenix, Arizona: Oryr Press, 1997. // Nova Religio: The Journal of Alternative and Emergent Religions.— L306-307.
- Hood R. W. Jr. (Review) Bernard McGinn. The Foundation of Mysticism: Origins to the Fifth Centuryand The Growth of Mysticism: Gregory the Great through the 12th Century, Vols. 1 & 2 of The Presence of God: A History of Western Mysticism.—  New York: Crossroad, 1991. // The International Journal for the Psychology of Religion, 1997. 7, 211-212.
- Hood R. W. Jr. (Review) Jon R. Stone. On the Boundaries of American Evangelicalism.— NY: St, Martin’s Press, 1998. // Nova Religio: The Journal of Alternative and Emergent Religions.
- Hood R. W. Jr. (Review) The Corruption of Reality: A Unified Theory of Religion, Hypnosis, and Psychopathology.— New York: Prometheus Books, 1995. // The International Journal for the Psychology of Religion, 1997, 7, 63-64.
- Hood R. W. Jr. (Review) James L. Guth, John C. Green, Corwin B. Smidt, Lyman A. Kellstedt, and Margaret M. Poloma. The Bully Pulpit, 1997.— Lawrence, Kansas: University Press of Kansas, 1997. // Nova Religio: The Journal of Alternative and Emergent Religions, 1998.
- Hood R. W. Jr. (Review) Phillip H. Wiebe. Visions of Jesus.— Oxford: Oxford University Press // International Journal for the Psychology of Religion, 2000.— 10, 129—130.
- Hood R. W. Jr. (Review) Richard K. Fenn. Time exposure. The personal experience of time in secular societies // Princeton Seminary Bulletin, 2003.— 24, 274—276.
- Hood R. W. Jr. (Review) Benny Shanon. The antipodes of the mind: Charting the phenomenology of the Ayahuasca Experience // The International Journal for the Psychology of Religion, 2004.— 14, 145—146.
- Hood R. W. Jr. (Review) Issac R. Horst. Separate and peculiar: Old order Mennonite life in Ontario.— 2 ed.— Herald Press, 2001. // Nova Religio: The Journal of Alternative and Emergent Religions, 2005.— pp. 111–112.
- Hood R. W. Jr. (Review) M. J. Hemnsley. Peace persistence: Tracing the Brethren in Christ peace witness through three generations // Nova Religio: The Journal of Alternate and Emergent Religions, 2007.— pp. 140–141.
- Hood R. W. Jr. (Review, in press) David C. Lamberth. William James and the Metaphysics of Experience.— Cambridge University Press, 1999 // The International Journal for the Psychology of Religion
- Hood R. W. Jr. (Review, in press) Houston Smith. Cleansing the Doors of Perception // The International Journal for the Psychology of Religion.
- Hood R. W. Jr. (Review, in press) Steven M. Wasserstrom. Religion after religion // Nova Religio: The Journal of Alternative and Emergent Religions.
- Hood R. W. Jr. (Review, in press) Bryan W. Brickner The Promise Keepers: Politics and Promises // Nova Religio: The Journal of Alternative and Emergent Religions.

## Награды
- Fellow, American Psychological Association, Division 36, 1980
- William James Award, American Psychological Association, 1985 (for sustained and distinguished research in the psychology of religion)
- Nominated outstanding article SSSR, 1991
- Mentor Award, American Psychological Association, Division 36, 1996
- Fellow, Society for the Scientific Study of Religion, 1994
- Distinguished Service Award, Society for the Scientific Study of Religion, 2000